# Jack Nicholson
John Joseph Nicholson (Neptune City, New Jersey, 1937. április 22. –) háromszoros Oscar- és hatszoros Golden Globe-díjas amerikai színész, filmrendező, forgatókönyvíró, producer.
Már 17 éves korában úgy döntött, hogy saját lábára áll, így Los Angelesbe költözött. Kezdetben az MGM képregényosztályán dolgozott, majd egy idő után ki akarta próbálni magát színészként. Több tévésorozatban szerepelt, majd a játékfilmek következtek. Peter Fonda és Dennis Hopper közös filmje, a Szelíd motorosok (1969) hozta meg számára a nemzetközi elismerést és első ízben jelölték Oscar-díjra.
1974-ben Roman Polański Kínai negyed című filmjében Nicholson Jake Gittist, egy cinikus magánnyomozót alakított és úgy megkedvelte a figurát, hogy több mint tizenöt évvel később szintén saját főszereplésével megrendezte a folytatást, Cinikus hekus (1990) címmel. Három Oscarján kívül még kilenc alkalommal jelölte az Akadémia. Bár Nicholson soha semmilyen iskolában sem tanulta a színészetet, mégis a legsikeresebb művésznek mondhatja magát, aki bármilyen műfajban, legyen az dráma, vígjáték vagy thriller, megállja a helyét.

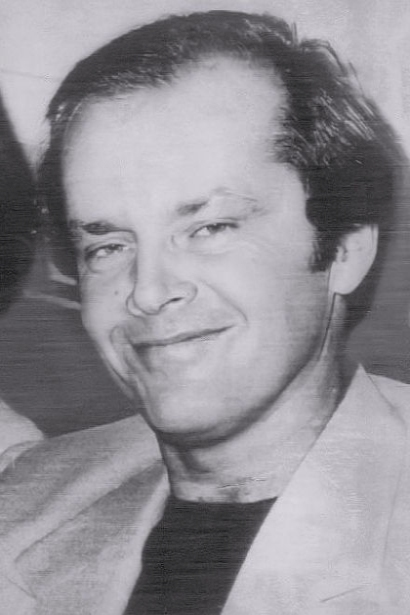
1976-os képe

## Gyermekkora
Ír, angol és német származású anyja 1936-ban férjhez ment Donald Furcillo (művésznevén Donald Rose) amerikai olasz showmanhez, aki korábban már nős volt. 1937. április 22-én New Yorkban világra jött John Joseph, akit családjában mindenki csak Jacknek hívott. Néhány évvel Jack születése után édesanyja férjhez ment egy John Joseph Nicholson nevű ír származású kirakatrendezőhöz. A szülők a fiút a Manasquan High School iskolába íratták be, az ifjú Nicholson azonban nem vette túl komolyan a tanulást. Tanulmányi átlaga nagyon gyenge volt, sokszor be sem járt az órákra. A tanulás helyett inkább az iskolai színielőadásokon jeleskedett. Tizenhét évesen úgy döntött, saját lábára áll, és bedolgozza magát a filmiparba.

## Pályafutása

### A kezdetek
Nicholson kezdetben az MGM képregény osztályán dolgozott mint kifutófiú, majd később a Players Ring Theatre nevű színtársulatnál gyakorolta a színészmesterséget.
Pályájának kezdetén gyakran fellépett még kisebb darabokban a Theatre West társulatával is, majd a televíziós szakmában is felfigyeltek a tehetséges fiatalemberre. Szerepelt többek közt a Bronco, a Hawaiian Eye és a Tales Of Wells Fargo című televíziós sorozatokban, majd 1958-ban Roger Corman felkérte az alacsony költségvetésű Nyafogó gyilkos című filmének főszerepére. A filmben Nicholson egy paranoiás embert alakított, aki gyilkosnak képzeli magát. A rendező elégedett ifjú színészével, így Nicholson kapta a Rémségek kicsiny boltja (1960) című filmben a fogorvos fájdalomkedvelő páciensének szerepét.

### Az 1960-as évek
A hatvanas évek elején a színész többnyire ismeretlen filmekben fejlesztette tudását, így többek közt A holló című horrorfilmben Peter Lorre oldalán bukkant fel, ugyanebben az évben a hasonló műfajú Terror című filmben Boris Karloff partnere volt. Nicholson ebben az időben barátkozott össze Monte Hellman rendezővel, akivel az évtized második felében, gyors egymásutánban négy filmet is forgattak együtt.
1969-ben következett a nagy áttörés, ugyanis Peter Fonda és Dennis Hopper hívták meg első, Szelíd motorosok című filmjükbe. Ebben Nicholson egy alkoholista ügyvédet formált meg, aki csatlakozik az előbb említett motoros pároshoz országjáró útjukhoz. Az alkotás sikeres fogadtatásban részesült és a Cannes-i fesztiválra is nevezték. Nicholson egy csapásra sztár lett és megkapta élete első Oscar-díj jelölését is, a legjobb mellékszereplő kategóriájában.

### Az 1970-es évek
A hetvenes években első említésre méltó filmje az Öt könnyű darab (1970), melyet az a Bob Rafelson rendezett, akivel Nicholson a későbbi években még néhányszor együtt dolgozott. Következő munkája Mike Nichols alkotása a Testi kapcsolatok volt, mely igencsak megosztotta az akkori közönséget, de Nicholson alakítását ismét dicsérték a kritikusok.
Az 1973-as Az utolsó szolgálat című film főszerepéért elnyerte a Cannes-i fesztivál legjobb férfi színészének járó díját. Majd egy évre rá Roman Polański mára már filmklasszikusnak számító Kínai negyed című alkotásában vívta ki a kritikusok elismerését, ám az Oscar ekkor is elmaradt.
1975-ben megkapta a régen várt Oscar-díjat is: a Száll a kakukk fészkére McMurphyjével lenyűgözte a nézőket és a kritikusokat egyaránt. Ennek ellenére a lázadó természetű színész nem élt azzal, hogy csak nagy szerepeket vállaljon, hiszen többek között visszautasította Michael Corleone szerepét A Keresztapában. Jack azonban később mégis Marlon Brando partnere lehetett a Missouri fejvadász (1976) című filmben, majd megrendezte és az egyik főszerepét is eljátszotta az Irány délre! (1978) című filmnek, amelyben Mary Steenburgen volt a partnere. A filmvígjáték nem aratott igazán nagy sikert.
Ezek után a színész visszavonult a mozi világától egy időre, hogy aztán újult erővel térhessen vissza a filmvászonra.

### Az 1980-as évek
A nyolcvanas évek elején Nicholson a Ragyogás (1980) című thrillerben megformálta az emlékezetes figurává lett Jack Torrance-t, amely egyik leghíresebb alakítása lett. Warren Beatty Vörösök (1981) című filmjében Eugene O'Neillt személyesítette meg, ami ismét Oscar-jelölést hozott neki. A postás mindig kétszer csenget remake-jében Jessica Lange-gal nyújtott emlékezetes alakítást.
1983-ban a Becéző szavak című filmben Garrett Breedlove exűrhajósként Shirley MacLaine-t csábította el, megkapva érte második Oscar-díját. Élettárásával, Anjelica Hustonnal játszott együtt A Prizzik becsülete (1985) című vígjátékban, melyben egy bérgyilkost kellett megformálnia, majd egy hasonlóan szélsőséges karaktert keltett életre a Gyomok között (1987) című drámában, Meryl Streep oldalán – akivel egy évvel korábban már dolgozott együtt a Féltékenység című filmben.
Ezt követően két negatív karakter következett; előbb magát az ördögöt keltette életre Az eastwicki boszorkányok (1987) című horror-vígjátékban, Susan Sarandon, Michelle Pfeiffer és Cher társaságában. A Tim Burton féle Batman című képregényfilmben Jokert formálta meg.

### Az 1990-es évek
A kilencvenes éveket saját rendezésével, a Cinikus hekus című filmmel nyitotta, melyet a korábbi sikerfilmjének, a Kínai negyed folytatásának is lehet tekinteni, hiszen a két filmben játszott karaktere megegyezik.
Két év szünetet követően előbb Danny DeVito életrajzi drámájában a Hoffa (1992) című moziban játssza el a címszerepet, majd ugyanebben az évben Rob Reiner Egy becsületbeli ügy című krimijében Tom Cruise és Demi Moore párosa akarta legyőzni a Nicholson által alakított Nathan R. Jessepp ezredest egy katonai tárgyaláson.
1994-ben egy farkasembert keltett életre a Farkas című horrorfilmben, melyben újfent Michelle Pfeiffer a partnere, majd Sean Penn első rendezésében, a Menekülés az éjszakába című krimiben vállalt főszerepet. Ezután ismét Garrett Breedlove karakterébe bújt az Esthajnalcsillag című filmdrámában, de ez a film már korántsem bizonyult sikeresnek. Szintén ebben az évben volt látható A nyakék nyomában című moziban Michael Caine és Jennifer Lopez oldalán.
Feltűnt a Támad a Mars! című sci-fi vígjátékban, mint az amerikai elnök, majd 1997-ben A Lesz ez még így se! című vígjátlk-drámában Helen Hunt oldalán parádézott, mint Melvin Udall. Az excentrikus író szerepében ismét sikert aratott, hiszen harmadszorra is elnyerte az Oscar-szobrocskát. Ezek után ismét egy kis pihenés következett a színész számára.

### A 2000-es évek
Az új évezredben ismét Sean Penn-el forgatott együtt, Az ígéret megszállottja (2001) című film kapcsán, melyet a cannes-i fesztiválon is bemutatták. 2002-ben Alexander Payne alkotásában, a Schmidt története című filmben egy öregembert alakít, aki éppen nyugdíjba vonul, és úgy érzi, élete ezzel a nappal üres és céltalan lesz. Ezzel az alakításával begyűjtötte tizenkettedik Oscar-jelölését is.
2003-ban a Ki nevel a végén? vígjátékban egy pszichiátert alakít, itt Adam Sandler a partnere, majd ebben az évben még a Minden végzet nehéz című romantikus vígjátékban is látható volt, Diane Keaton és Keanu Reeves oldalán. Egy kis szünetet követően 2006-ban Martin Scorsese A tégla című krimijében játszott egy bostoni ír maffiafőnököt, igen nagy sikerrel. 2007-ben Morgan Freeman társaságában volt látható, A bakancslista című Rob Reiner-filmben.
2013 szeptember elején bejelentette, hogy végleg visszavonul a színészettől, mivel memóriaromlása miatt már egyre nehezebben tudja szövegeit megtanulni, s ebből következően megjegyezni.

## Magánélete

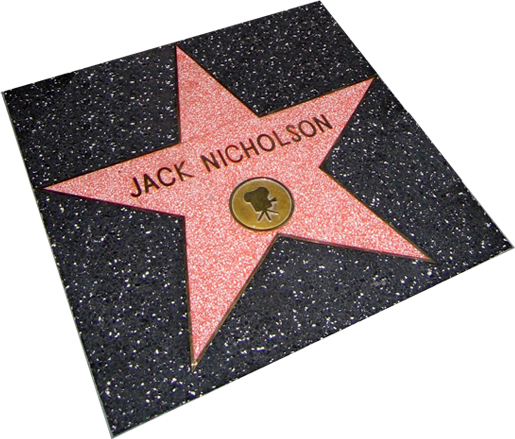
Csillaga a Walk of Fame-en

Nicholson számos romantikus kapcsolatot folytatott modellekkel és színésznőkkel. Leghosszabb kapcsolata – ami 17 évig tartott – Anjelica Huston színésznővel volt. 1991-2001 között Lara Flynn Boyle színésznővel élt.
Öt gyermeke született. Sandra Knighttól első leánya, Jennifer Nicholson 1963-ban. Susan Anspachtól fia, Caleb Nicholson 1970-ben. Winnie Hollmantól második lánya, Honey Hollman 1981-ben. Rebeca Broussardtól Loraine Nicholson 1990-ben és Raymond Nicholson 1992-ben.
A Mulholland Drive-on él Beverly Hillsben, a második otthona Aspenban van, Colorádóban. Los Angeles Lakers szurkoló, sohasem mulasztja el a Lakers hazai meccseit. Saját széke van a Staples Center első sorában.

## Munkássága és elismerései

### Válogatott filmográfia
| - 1958 – Nyafogós gyilkos - 1960 – Rémségek kicsiny boltja - 1963 – A holló - 1963 – Megfélemlítve - 1966 – Lovasok forgószélben (forgatókönyvíró és producer) - 1966 – A vadászat (tévéfilm; producer) - 1967 – A Valentin-napi mészárlás - 1967 – A Pokol Angyalai újra száguldanak - 1967 – Kirándulás (forgatókönyvíró) - 1968 – Kábulat - 1969 – Szelíd motorosok - 1970 – Egy tiszta nap szembenézhetsz az örökkévalósággal - 1970 – Öt könnyű darab - 1971 – Testi kapcsolatok - 1971 – Hajts, mondta (rendező, forgatókönyvíró és producer) - 1972 – A Marvin Gardens királya - 1973 – Az utolsó szolgálat - 1974 – Kínai negyed - 1975 – Foglalkozása: riporter - 1975 – Kincs ez a nő! - 1975 – Száll a kakukk fészkére - 1975 – Tommy - 1976 – Missouri fejvadász - 1976 – Az utolsó filmcézár - 1978 – Irány délre! (rendező) - 1980 – Ragyogás - 1981 – A postás mindig kétszer csenget - 1981 – Vörösök | - 1982 – Állj, határ! - 1983 – Becéző szavak - 1985 – A Prizzik becsülete - 1986 – Féltékenység - 1987 – Az eastwicki boszorkányok - 1987 – A híradó sztárjai - 1987 – Gyomok között - 1989 – Batman - 1990 – Cinikus hekus (rendező és producer) - 1992 – Zűrös manus - 1992 – Egy becsületbeli ügy - 1992 – Hoffa - 1994 – Farkas - 1995 – Menekülés az éjszakába - 1996 – A nyakék nyomában - 1996 – Esthajnalcsillag - 1996 – Támad a Mars! - 1997 – Lesz ez még így se! - 2001 – Az ígéret megszállottja - 2002 – Schmidt története - 2003 – Ki nevel a végén? - 2003 – Minden végzet nehéz - 2006 – A tégla - 2007 – A bakancslista - 2010 – Honnan tudod? |

### Fontosabb díjak és jelölések
| Díj                     | Győzelem | Jelölés |
| ----------------------- | -------- | ------- |
| Oscar-díj               | 3        | 12      |
| BAFTA-díj               | 3        | 7       |
| Golden Globe-díj        | 6        | 17      |
| Screen Actors Guild-díj | 1        | 3       |
| Grammy-díj              | 1        | 1       |

## Fordítás
- Ez a szócikk részben vagy egészben  a   Jack Nicholson című angol Wikipédia-szócikk fordításán alapul.  Az eredeti cikk szerkesztőit annak laptörténete sorolja fel. Ez a jelzés csupán a megfogalmazás eredetét és a szerzői jogokat jelzi, nem szolgál a cikkben szereplő információk forrásmegjelöléseként.